# Циклаури, Леван
Леван Циклаури (груз. ლევან წიკლაური, род.15 октября 1985) — грузинский дзюдоист исамбист, призёр чемпионатов Европы.

## Биография
Родился в 1985 году. В 2009 году стал бронзовым призёром чемпионата Европы.